# Antonios Petropoulos
Antonios Petropoulos (griechisch Αντώνιος Πετρόπουλος, * 28. Januar 1986 in Athen, Griechenland) ist ein griechischer Fußballspieler.

## Karriere
Antonios Petropoulos begann seine Profikarriere beim damaligen griechischen Erstligisten Egaleo AO Athen. Im Januar 2008 wurde er von Panathinaikos Athen verpflichtet, jedoch zuerst bis zum Sommer des gleichen Jahres an Ligakonkurrenten OFI Kreta ausgeliehen.
Petropoulos war für die U21-Nationalmannschaft Griechenlands aktiv.

## Erfolge
- Griechischer Meister: 2010
- Griechischer Pokalsieger: 2010

| Personendaten    | Personendaten                      |
| ---------------- | ---------------------------------- |
| NAME             | Petropoulos, Antonios              |
| ALTERNATIVNAMEN  | Πετρόπουλος, Αντώνιος (griechisch) |
| KURZBESCHREIBUNG | griechischer Fußballspieler        |
| GEBURTSDATUM     | 28. Januar 1986                    |
| GEBURTSORT       | Athen, Griechenland                |